# 丁家乡 (中方县)
丁家乡，是中华人民共和国湖南省怀化市中方县下辖的一个乡镇级行政单位。

## 行政区划
丁家乡下辖以下地区：
丁家村、萝卜湾村、独田村、团山村、太坪村、青树坳村、木良田村和梅树村。